# Somali (vùng)
Vùng Somali (tiếng Somalia: Gobolka Soomaalida) là vùng cực đông trong số 9 vùng dựa trên cơ sở dân tộc (kililoch) của Ethiopia. Vùng thường được gọi là Soomaali Galbeed ("Tây Somalia") do có vị trí ở phía tây của Đại Somalia. Thủ phủ của vùng Somali là Jijiga. Trước đây, chính quyền vùng tập trung tại Kebri Dahar (Qabridahare) cho đến năm 1992, khi được chuyển đến Gode/Godey. Vào tháng 4 năm 1994, thủ phủ lại được chuyển đến vị trí hiện nay vì nguyên nhân chính trị. Các đô thị khác của vùng là: Degehabur (tiếng Somali: Dhagaxbuur), Kebri Dahar (Qabridahare), Shilavo (Shilaabo), Geladin (Geladi), Kelafo (Qalaafe), Werder (Wardheer) và Shinile (Shiniile). Vùng giáp với các vùng khác của Ethiopia Oromia, Afar và Dire Dawa (Diridhawa) ở phía tây, giáp với các vùng Arta và Ali Sabieh của Djibouti ở phía bắc, giáp với các vùng Gedo, Bakool, Hiran, Galguduud, Mudug, Nugal, Sool, Togdheer, Woqooyi Galbeed và Awdal của Somalia ở phía bắc, đông, và nam, giáp với các hạt Mandera, Wajir và Marsabit của Kenya ở phía tây-nam.
Thành phần dân tộc của vùng: người Somali (97,2%), người Amhara (0,66%), người Oromo (0,46%), người Somali sinh ở hải ngoại (0,20%) và người Gurage (0.12%). Tiếng Somali được 96,82% cư dân của vùng nói. Các ngôn ngữ khác là tiếng Amhara (0,67%), và tiếng Oromo (0,51%). 98,4% cư dân trong vùng là người Hồi giáo, 0,6% là tín hữu Ki-tô giáo Chính thống, và 1,0% theo các tôn giáo khác.